# Кортиціоїдні гриби

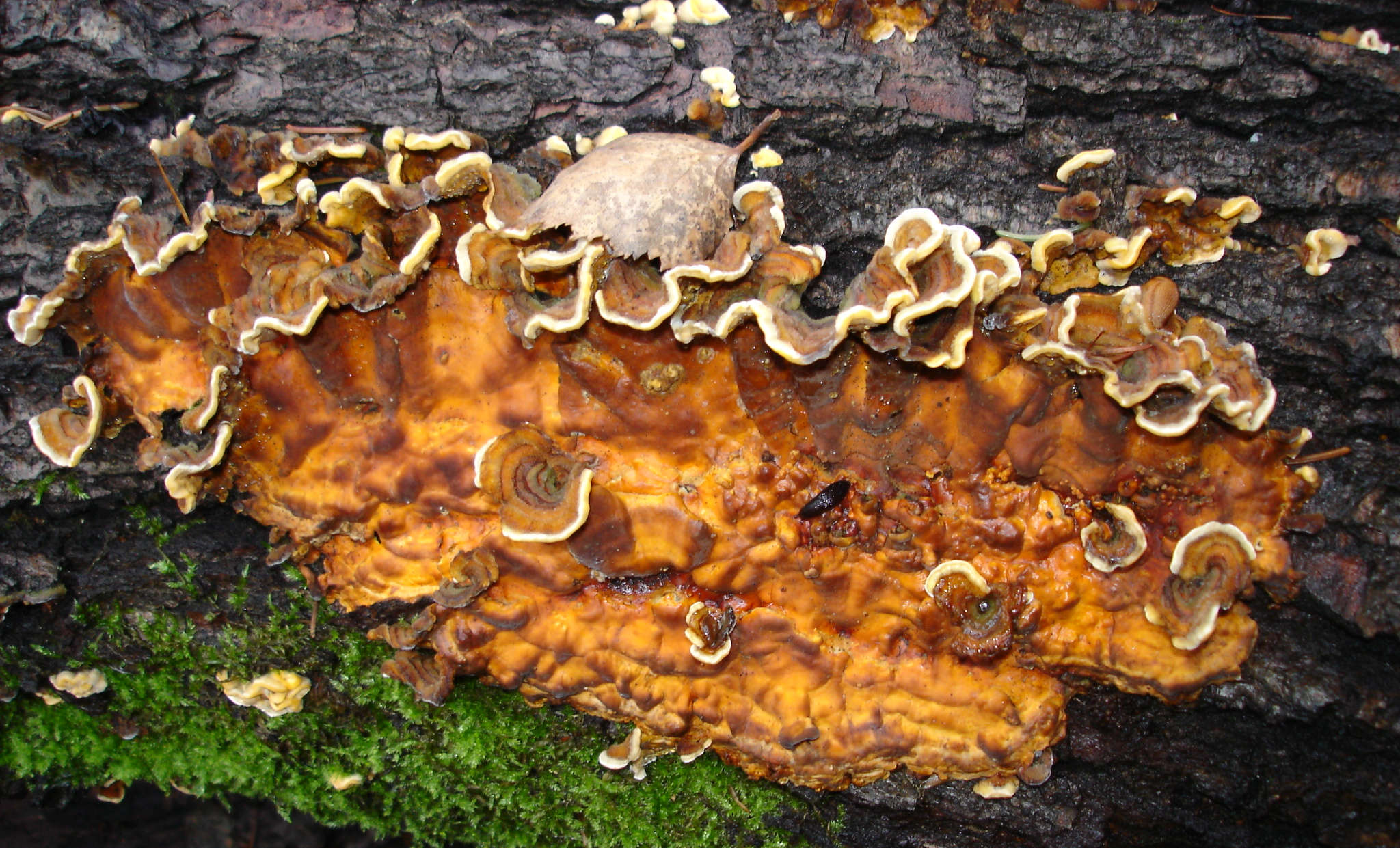
Stereum hirsutum

Кортиціоїдні гриби — представники відділу Basidiomycota, що мають розпростерті плодові тіла, з гіменофором різноманітних форм, окрім пороїдного. Здебільшого вони є ксилосапротрофами, що живуть на мертвих гілах, а також повалених стовбурах дерев і чагарників. Гриби мають різне походження, але внаслідок конвергенції утворюють морфологічно подібні плодові тіла.
На території України зареєстровано лише 188 видів.

## Роди
- Hypochniciellum
- Hypochnicium

## Галерея

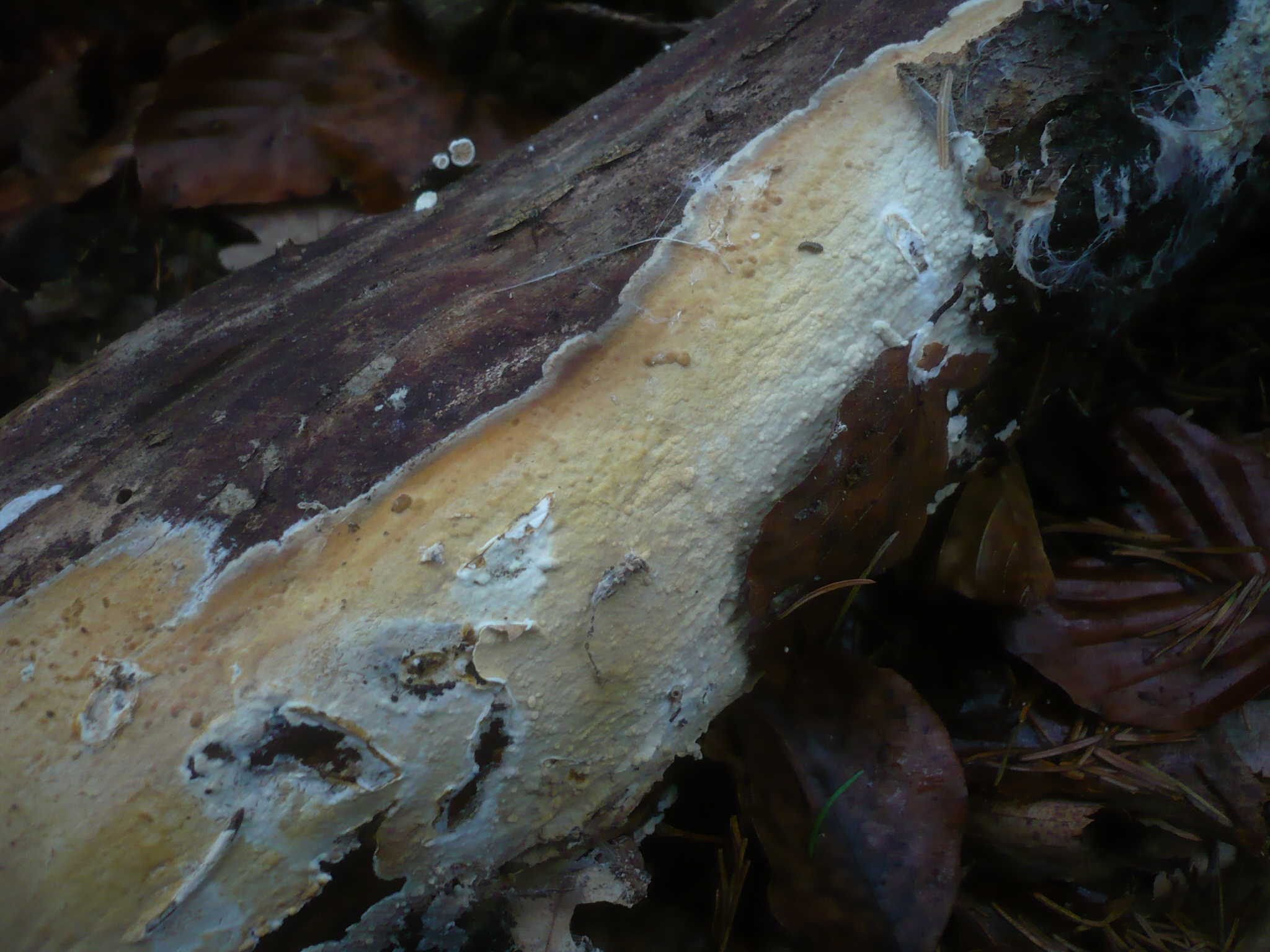
Hypochnicium bombycinum